# Casa Fernando Pessoa
La Casa Fernando Persona és un espai cultural inaugurat el 30 de novembre de 1993, creat en homenatge al poeta, i concebut com una "casa de poesia". Es troba a Campo de Ourique, en l'edifici on Fernando Pessoa va viure, entre 1920 i 1935, sent el seu darrer domicili.
L'edifici, adquirit per la Càmera Municipal de Lisboa, va ser totalment remodelat per a instal·lar la primera "casa de poesia" de Portugal. La façana original va ser mantinguda, sent tot i que els interiors es van adaptar a la nova funcionalitat de la finca. Diversos dissenyadors portuguesos van ser convidats a crear un mobiliari específic per a la casa. L'únic espai preservat en la seva totalitat és l'habitació que va ser ocupada pel poeta.
La Casa Fernando Persona és un espai cultural polivalent. Disposa d'una biblioteca especialitzada en poesia, espais per a exposicions temporals i per a conferències, activitats culturals, sessions de lectura de poesia, trobades de poetes, conferències temàtiques, tallers, performances musicals, etc.
És també l'espai on es conserven diversos objectes personals del poeta, així com la seva biblioteca personal nacional i estrangera.
La Casa també publica una revista pròpia. La Revista Pessoa, una revista d'assaig que excedeix del camp de la investigació literària.

## Història
Fernando Persona es va trallsadar a viure en aquest edifici ubicat en la Rua Coelho da Rocha n.º16, 1º el 1920, quan la seva mare i els seus germans van retornar definitivament de Sud-àfrica.